# 李守德
李守德（?—?），本名李宜德、李宜得，唐朝潞州（今山西省长治市）人。
李宜德开始为人奴仆。临淄王李隆基兼潞州别驾，见李宜德矫捷善骑射，花钱五万买了他，与王毛仲侍奉左右。担任果毅，唐隆政变，討韋后。李宜德從李隆基进入苑中，王毛仲藏匿不出。先天二年（713年）七月初三日，唐玄宗李隆基率太仆少卿李令问、王守一、内侍高力士、果毅李宜德等亲信十数人，出武德殿，入虔化门，除太平公主，夺取政权。李宜德立功改名李守德，担任武衛將軍。在路上遇到故主。故主回避，李守德命左右把他迎到家中，親自奉上酒食，故主流汗不敢當。數日后，李守德入奏：「臣蒙國恩過分，而故主無寸祿，請解官授之。」唐玄宗于是擢升其故主為郎將。李守德官至右武卫将军，封成纪侯。左领军大将军耿国公葛福顺子娶王毛仲女，李守德、左監門將軍盧龍子唐地文、左右威衛將軍王景耀高廣濟等数十人与王毛仲关系好，倚仗多为不法。开元十九年（731年），玄宗下詔，貶王毛仲为瀼州员外别驾，葛福順为壁州员外别驾，李守德为严州员外别驾，唐地文为振州员外别驾，王景耀为黨州员外别驾，高廣濟为道州员外别驾。

## 延伸阅读
[在维基数据编辑]
 《新唐書·卷121》，出自《新唐書》